# 2021년 지진
아래 목록은 2021년 발생한 지진의 목록이다. 이 목록에는 규모 6 이상이거나, 지진으로 인명 피해나 재산 피해가 일어났거나, 기타 신뢰 가능한 출처에서 유력하게 다룬 지진을 수록한다. 지진이 일어난 시각은 전부 협정 세계시로 표기한다.
2021년은 전 세계적으로 지진이 활발하게 일어났던 해로, M7 이상의 대지진이 총 19건 일어났는데 이 중 3건이 규모 M8 이상으로 2007년 이후 가장 지진이 많이 일어났던 해로 기록되었다. 지진으로 발생한 사망자는 총 2,476명으로 이 중 대부분이 아이티에서 일어난 M7.2 지진의 사망자이다. 1달에 1명 이상은 지진 사망자가 발생했다. 지진 활동은 6월에 가장 적었고, 8월이 가장 활발했고 사망자도 가장 많았다. 그 외 인도네시아, 일본, 중국, 파키스탄, 멕시코, 페루에서 대지진이 발생했다. 중국에서 발생한 규모 M7.3 지진은 2021년 지진 중 수정 메르칼리 진도 계급 중 가장 높은 계급(X)이 측정된 지진이다. 또한 지진이 거의 일어나지 않는 오스트레일리아에서도 9월에 규모 M5.9의 지진이 발생했다.

## 연도별 지진 비교
| 규모    | 2011년 | 2012년 | 2013년 | 2014년 | 2015년 | 2016년 | 2017년 | 2018년 | 2019년 | 2020년 | 2021년 |
| ------- | ------ | ------ | ------ | ------ | ------ | ------ | ------ | ------ | ------ | ------ | ------ |
| 8.0–9.9 | 1      | 2      | 2      | 1      | 1      | 0      | 1      | 1      | 1      | 0      | 3      |
| 7.0–7.9 | 19     | 14     | 17     | 11     | 18     | 16     | 6      | 16     | 9      | 9      | 16     |
| 6.0–6.9 | 187    | 117    | 123    | 143    | 127    | 130    | 104    | 118    | 135    | 112    | 141    |
| 5.0–5.9 | 2,486  | 1,546  | 1,454  | 1,574  | 1,412  | 1,550  | 1,448  | 1,671  | 1,485  | 1,316  | 2,046  |
| 4.0–4.9 | 13,131 | 10,957 | 11,872 | 15,816 | 13,776 | 13,699 | 11,536 | 12,782 | 11,897 | 12,297 | 14,658 |
| 총 합   | 15,824 | 12,637 | 13,469 | 17,545 | 15,334 | 15,395 | 13,095 | 14,589 | 13,531 | 13,736 | 16,864 |

감지된 지진 횟수의 증가가 '실제 일어난' 지진 횟수가 증가한 것이라 말할 수는 없다. 인구 증가, 인간 거주 구역의 광역화, 지진 감지 기술의 발전 등으로 인해 유감지진, 즉 감지된 지진의 횟수는 실제 일어난 지진 횟수와는 상관없이 계속 늘어날 수 있다.

## 사망자수 순 지진
| 순위 | 사망자수 | 규모 | 진앙                     | MMI               | 진원 깊이 (km) | 날짜      | 지진                   |
| ---- | -------- | ---- | ------------------------ | ----------------- | -------------- | --------- | ---------------------- |
| 1    | 2,248    | 7.2  | 아이티 니프주            | VIII (Severe)     | 10.0           | 8월 14일  | 2021년 아이티 지진     |
| 2    | 105      | 6.2  | 인도네시아 서술라웨시주  | VI (Strong)       | 18.0           | 1월 15일  | 2021년 술라웨시 지진   |
| 3    | 42       | 5.9  | 파키스탄 발루치스탄      | VII (Very Strong) | 9.0            | 10월 6일  | 2021년 발루치스탄 지진 |
| 4    | 20       | 7.3  | 중화인민공화국 칭하이성  | X (Extreme)       | 10.0           | 5월 21일  | 2021년 마둬 지진       |
| 5    | 13       | 7.0  | 멕시코 게레로주          | VIII (Severe)     | 20.0           | 9월 7일   | 2021년 게레로주 지진   |
| 6    | 12       | 7.5  | 페루 로레토구            | VIII (Severe)     | 112.5          | 11월 28일 | 2021년 북페루 지진     |
| 7    | 10       | 6.0  | 인도네시아 동자와주 해역 | V (Moderate)      | 67.0           | 4월 10일  | 2021년 동자와주 지진   |

10명 이상 사망한 지진만 목록에 수록되었다.

## 규모 순 지진
| 순위 | 규모 | 사망자수 | 진앙                            | MMI 진도          | 깊이 (km) | 날짜      | 문서                           |
| ---- | ---- | -------- | ------------------------------- | ----------------- | --------- | --------- | ------------------------------ |
| 1    | 8.1  | 0        | 뉴질랜드 케르메덱 제도 해역     | VIII (Severe)     | 26.5      | 3월 4일   | 2021년 케르메덱 제도 해역 지진 |
| 2    | 7.7  | 0        | 뉴칼레도니아 로열티 제도주 해역 | IV (Light)        | 10.0      | 2월 10일  | -                              |
| 3    | 7.5  | 0        | 페루 바란사                     | VIII (Severe)     | 112.5 km  | 11월 28일 |                                |
| 4    | 7.4  | 0        | 뉴질랜드 케르메덱 제도 해역     | VIII (Severe)     | 53.1      | 3월 4일   | 2021년 케르메덱 제도 해역 지진 |
| 5    | 7.3  | 0        | 뉴질랜드 기즈번 지방 북쪽 해역  | VI (Strong)       | 20.8      | 3월 4일   | -                              |
| 6    | 7.1  | 1        | 일본 후쿠시마현 해역            | VIII (Severe)     | 49.9      | 2월 13일  | 2021년 후쿠시마현 해역 지진    |
| 7    | 7.0  | -        | 일본 미야기현 해역              | VII (Very Strong) | 54.0      | 3월 20일  | 2021년 미야기현 해역 지진      |
| 7    | 7.0  | 0        | 필리핀 필리핀해 해역            | V (Moderate)      | 80.0      | 1월 21일  | -                              |

위 목록은 규모 Mw7.0 이상인 지진만 수록하였다.

## 월별 지진

### 1월
| 날짜 | 진원 위치                                                      | Mw  | 깊이 (km) | MMI  | 주석 | 사상자   | 사상자   |
| 날짜 | 진원 위치                                                      | Mw  | 깊이 (km) | MMI  | 주석 | 사망자수 | 부상자수 |
| ---- | -------------------------------------------------------------- | --- | --------- | ---- | --- | -------- | -------- |
| 3일  | 미국 알래스카주 알류샨 열도 아다크 서남서쪽 235 km 해역        | 6.1 | 17.1      | VI   | - | -        | -        |
| 6일  | 뉴질랜드 케르메덱 제도 해역                                    | 6.2 | 26.1      | IV   | - | -        | -        |
| 6일  | 크로아티아 시사크모슬라비나주 페트리냐 서남서쪽 2 km 지점      | 4.9 | 10.0      | V    | 2020년 페트리냐 지진의 여진이다. 지진으로 인해 추가 건축물 및 재산 피해가 발생하였다. | -        | -        |
| 6일  | 인도네시아 고론탈로주 고론탈로 남남서쪽 59 km 해역             | 6.1 | 157.4     | IV   | - | -        | -        |
| 8일  | 뉴질랜드 케르메덱 제도 해역                                    | 6.3 | 224.0     | IV   | - | -        | -        |
| 8일  | 바누아투 타페아 주 이상겔 남남동쪽 146 km 해역                 | 6.1 | 113.0     | IV   | - | -        | -        |
| 10일 | 아르헨티나 후후이주 산안토니오데로스코브레스 서북쪽 32 km 지점 | 6.1 | 217.0     | IV   | - | -        | -        |
| 10일 | 바누아투 말람파 주 라카토로 동쪽 50 km 해역                    | 6.1 | 160.0     | IV   | - | -        | -        |
| 10일 | 터키 앙카라주 칼레지크 서쪽 11 km 지점                         | 4.5 | 10.0      | IV   | 일부 건물에 금이 가는 등의 피해가 있었다. | -        | -        |
| 11일 | 몽골 후브스굴주 칸흐 남남서쪽 30 km 지점                       | 6.7 | 10.0      | VIII | 이 지진은 1967년 이후로 몽골에서 일어난 가장 큰 지진이다. 후브스굴호 인근 지역과 남쪽의 무룽 도시에까지 여러 건물들의 유리창이 파괴되어 깨지는 피해가 일어났다. 지진으로 무룽에서 총 53명의 부상자가 발생하였다.                      | -        | 53명     |
| 14일 | 인도네시아 서술라웨시주 마무주 남쪽 33 km 지점                 | 5.7 | 18.0      | VII  | 이보다 수 시간 후 비슷한 위치에서 일어난 M6.2 지진의 전진이다. 이 지진으로 주택 2채와 응급실 1곳이 금이 가는 등의 약간의 피해가 있었다. 또한 지진으로 1명이 부상을 입었다.                                                            | -        | 1명      |
| 14일 | 인도네시아 서술라웨시주 마무주 남쪽 32 km 지점                 | 6.2 | 18.0      | VII  | 2021년 서술라웨시주 지진 문서를 참조. 이 지진으로 마무주를 중심으로 한 호텔과 병원 같은 여러 건물들이 붕괴되었다. 산사태가 일어나 여러 도로들도 막혔으며 지진으로 105명이 사망하였고 3명이 실종되었으며 3,300명 이상이 부상을 입었다. | 105명    | 3,369명  |
| 15일 | 이란 호르모즈간주 반다르렌게흐 동북쪽 50 km 지점               | 5.5 | 8.0       | VII  | 반다르콩 지역을 중심으로 80채의 집에 피해가 있었으며 1명이 부상을 입었다. | -        | 1명      |
| 19일 | 아르헨티나 산후안주 포시토구 서남쪽 28 km 지점                 | 6.4 | 16.9      | VII  | 진앙지인 산후안주를 중심으로 여러 건물이 파손되었으며 이에 따라 정전이 일어나거나 수도 공급이 끊기는 등의 피해가 발생했다. 이 지진으로 중상자 1명을 포함해 총 14명의 부상자가 발생했다.                                               | -        | 14명     |
| 21일 | 필리핀 필리핀해 남부 탈라우드 제도 동남쪽 211 km 해역          | 7.0 | 80.0      | V    | 탈라우드 제도 지역에서 여러 건물 피해가 발생했다. | -        | -        |
| 23일 | 스페인 안달루시아주 산타페 서남서쪽 2 km 지점                  | 4.2 | 10.0      | IV   | 군발지진 형태로 발생한 지진의 일부이다. 아타르페 마을에서 건물들이 금이 가는 피해가 있었다. 지진으로 1명이 부상을 입었다. | -        | 1명      |
| 23일 | 남극 사우스셰틀랜드 제도 해역                                  | 6.9 | 7.7       | V    | 이 지진으로 최대 4 cm의 쓰나미를 관측하였다. 남극에 있는 칠레 과학기지의 건물에 손상이 가는 피해가 있었다. | -        | -        |
| 28일 | 스페인 안달루시아주 차우치나 서북쪽 2 km 지점                  | 4.3 | 10.0      | IV   | 인근에서 일어난 군발지진의 일부이다. 그라나다도를 중심으로 여러 건물 피해가 발생하였다. | -        | -        |
| 31일 | 가이아나 어퍼타쿠투어퍼에세키보주 레템 남남동쪽 82 km 지점     | 5.5 | 5.4       | VIII | 이 지진은 가이아나에서 일어난 역사상 규모가 가장 큰 지진이다. 또한 지진의 진동은 브라질의 호라이마주와 아마조나스주에도 느껴졌다. 진앙지인 어퍼타쿠투어퍼에세키보주를 중심으로 여러 건축물 피해가 발생했다.                           | -        | -        |

### 2월
| 날짜 | 진원 위치                                                 | Mw  | 깊이 (km) | MMI  | 주석 | 사상자   | 사상자   |
| 날짜 | 진원 위치                                                 | Mw  | 깊이 (km) | MMI  | 주석 | 사망자수 | 부상자수 |
| ---- | --------------------------------------------------------- | --- | --------- | ---- | --- | -------- | -------- |
| 3일  | 서부 칠레 해분                                            | 6.7 | 10.0      | -    | - | -        | -        |
| 3일  | 인도네시아 서술라웨시주 마무주 남쪽 36 km 해역            | 4.9 | 10.0      | -    | 2021년 서술라웨시주 지진의 여진이다. 이 지진으로 1명이 사망하였다. | 1명      | -        |
| 7일  | 필리핀 다바오 지방 반살란 서쪽 9 km 지점                  | 6.0 | 15.6      | VII  | 남다바오주를 중심으로 여러 건물이 손상을 입는 피해가 발생하였으며 14명의 부상자가 발생하였다. 키다파완에서는 지진으로 정전 피해가 발생하였다. | -        | 14명     |
| 7일  | 파푸아뉴기니 마누스주 로렝가우 서남쪽 189 km 해역         | 6.3 | 10.0      | IV   | - | -        | -        |
| 10일 | 뉴칼레도니아 로열티제도주 동남쪽 해역                     | 6.0 | 10.0      | -    | 1시간 후 일어난 규모 7.7 지진의 전진이다. | -        | -        |
| 10일 | 인도네시아 븡쿨루주 븡쿨루 남남서쪽 218 km 해역           | 6.2 | 10.0      | IV   | - | -        | -        |
| 10일 | 뉴칼레도니아 로열티제도주 동남쪽 해역                     | 6.1 | 10.0      | -    | 18분 후 일어난 규모 7.7 지진의 전진이다. | -        | -        |
| 10일 | 뉴칼레도니아 로열티제도주 동남쪽 해역                     | 7.7 | 10.0      | IV   | 뉴질랜드와 미국령 사모아 섬을 포함한 폴리네시아 전역의 섬에 쓰나미 경보가 발령되었다. 바누아투 레나켈에서 최대 76 cm의 쓰나미가 관측되었다. | -        | -        |
| 10일 | 뉴칼레도니아 로열티제도주 동남쪽 해역                     | 6.1 | 11.7      | -    | 수 분 전 일어난 규모 7.7 지진의 여진이다. | -        | -        |
| 10일 | 뉴칼레도니아 로열티제도주 동남쪽 해역                     | 6.1 | 14.0      | -    | 수 분 전 일어난 규모 7.7 지진의 여진이다. | -        | -        |
| 10일 | 뉴칼레도니아 로열티제도주 동남쪽 해역                     | 6.2 | 12.0      | III  | 수 분 전 일어난 규모 7.7 지진의 여진이다. | -        | -        |
| 11일 | 뉴칼레도니아 로열티제도주 동남쪽 해역                     | 6.0 | 10.0      | -    | 수 분 전 일어난 규모 7.7 지진의 여진이다. | -        | -        |
| 12일 | 타지키스탄 고르노바다흐샨 자치주 무르고프 서쪽 37 km 지점 | 5.9 | 99.0      | IV   | 여러 건축물 피해가 일어났다. 파키스탄의 하리푸르구에서 지진으로 1명이 사망하였으며, 5명이 부상을 입었다. | 1명      | 5명      |
| 13일 | 아르메니아 아라라트주 호브차셴 북북동쪽 0 km 지점         | 4.9 | 10.0      | VI   | 아르메니아의 수도인 예레반에서도 여러 피해가 발생하였다. 3명이 부상을 입었다. | -        | 3명      |
| 13일 | 일본 후쿠시마현 나미에정 동북동쪽 70 km 해역              | 7.1 | 49.9      | VIII | 2021년 후쿠시마현 해역 지진 문서 참조. 80만 가구에서 정전 피해가 발생하였으며, 진앙 인근인 후쿠시마현과 미야기현을 중심으로 피해가 발생했다. 1명이 사망하였으며 185명이 부상을 입었고 이 중 12명이 중상을 입었다. 일본 기상청 진도 계급 기준 최대진도 6강을 관측하였다. 이 지진은 도호쿠 지방 태평양 해역 지진의 여진이다. | 1명      | 185명    |
| 16일 | 바누아투 셰파 주 포트빌라 서쪽 77 km 해역                 | 6.2 | 5.6       | IV   | - | -        | -        |
| 17일 | 이란 이스파한주 야수즈 서북쪽 28 km 지점                  | 5.4 | 10.0      | VII  | 진앙지인 야수즈를 중심으로 여러 건축물 피해가 일어났으며 정전, 단수 피해까지 겹쳤다. 총 63명이 부상을 입었다. | -        | 63명     |
| 17일 | 뉴칼레도니아 로열티제도주 동남쪽 해역                     | 6.1 | 12.6      | -    | 2월 10일에 일어난 규모 M7.7 지진의 여진이다. | -        | -        |
| 18일 | 바누아투 타페아 주 포트빌라 남쪽 136 km 해역              | 6.1 | 10.0      | IV   | - | -        | -        |
| 18일 | 프랑스 왈리스 푸투나 알로 동남동쪽 158 km 해역            | 6.1 | 7.7       | IV   | - | -        | -        |
| 24일 | 아이슬란드 쉬뒤르네스 보가르 동남쪽 6 km 지점             | 5.6 | 10.0      | VIII | 이 지진으로 아이슬란드의 수도인 레이캬비크에 경미한 건축물 피해가 있었다. 또한 이 지진 이후로 진앙지를 중심으로 여러 군발지진이 일어났으며 2021년 3월에는 진앙지 인근의 파그라달스피아들 화산이 분화하였다. | -        | -        |
| 26일 | 인도네시아 북말루쿠주 소피피 남쪽 147 km 해역             | 5.0 | 10.0      | IX   | 진앙지 인근의 섬 지역에서 여러 건축물 피해가 발생하였다. 이 지진으로 3명이 부상을 입었다. | -        | 3명      |

### 3월
| 날짜 | 진원 위치                                                        | Mw  | 깊이 (km) | MMI  | 주석 | 사상자   | 사상자   |
| 날짜 | 진원 위치                                                        | Mw  | 깊이 (km) | MMI  | 주석 | 사망자수 | 부상자수 |
| ---- | ---------------------------------------------------------------- | --- | --------- | ---- | --- | -------- | -------- |
| 1일  | 콜롬비아 안티오키아주 우라오 서남쪽 20 km 지점                   | 5.1 | 10.0      | -    | 진앙지였던 안티오키아주를 중심으로 여러 피해가 일어났다. 이 지진으로 2명이 사망하였으며, 최소 1명 이상이 부상을 입었다. | 2명      | 1명      |
| 3일  | 그리스 테살리아주 티르나보스 서북서쪽 10km 지점                  | 6.3 | 10.0      | VIII | 진앙지 인근의 건물 수백여 채가 붕괴되는 등의 피해가 있었다. 중상자 1명을 포함하여 총 11명의 부상자가 발생하였다. | -        | 11명     |
| 4일  | 뉴질랜드 기즈번 지방 기즈번 동북쪽 174 km 해역                   | 7.3 | 20.8      | VI   | 이 지진으로 기즈번 지방의 힉스만부터 토코마루만 사이 지역에 쓰나미 경보가 발령되었으며 강 역류 주의보도 발령되었다. 지진으로 뉴질랜드 이스트곶에서 최대 28 cm의 쓰나미를 관측하였다. | -        | -        |
| 4일  | 바누아투 토르바 주 포트올리 북북동쪽 69 km 해역                  | 6.1 | 173.3     | IV   | - | -        | -        |
| 4일  | 뉴질랜드 케르메덱 제도 해역                                      | 7.4 | 43.0      | VIII | 수 시간 후 인근에서 발생한 규모 M8.1 지진의 전진이다. 이 지진으로 케르메덱 제도의 라오울섬에서 최대 31 cm의 쓰나미를 관측하였다. | -        | -        |
| 4일  | 뉴질랜드 케르메덱 제도 해역                                      | 8.1 | 21.2      | VIII | 2021년 케르메덱 제도 해역 지진 문서 참조. 이 지진으로 뉴질랜드 전역에 쓰나미 경보가 발령되었다. 지진으로 이스트곶에는 최대 35-40 cm의 쓰나미가, 그레이트배리어섬에서 최대 15-20 cm의 쓰나미가 발생하였다. 또한 노퍽섬에는 최대 64 cm의 쓰나미가 관측되었다.                                                   | -        | -        |
| 4일  | 뉴질랜드 케르메덱 제도 해역                                      | 6.1 | 10.0      | III  | 1시간 전 일어난 규모 M8.1 지진의 여진이다. | -        | -        |
| 4일  | 그리스 테살리아주 베르디쿠사 동쪽 12 km 지점                     | 5.8 | 10.0      | VIII | 전날 일어났던 규모 M6.3 지진의 여진이다. 이 지진으로 몇몇 건물이 붕괴되는 등 추가 피해가 발생했다. | -        | -        |
| 4일  | 뉴질랜드 케르메덱 제도 해역                                      | 6.1 | 10.0      | III  | 수 시간 전 일어난 규모 M8.1 지진의 여진이다. | -        | -        |
| 5일  | 뉴질랜드 케르메덱 제도 해역                                      | 6.3 | 17.0      | IV   | 수 시간 전 일어난 규모 M8.1 지진의 여진이다. | -        | -        |
| 5일  | 뉴질랜드 케르메덱 제도 해역                                      | 6.2 | 10.0      | III  | 수 시간 전 일어난 규모 M8.1 지진의 여진이다. | -        | -        |
| 6일  | 뉴질랜드 기즈번 지방 기즈번 동북쪽 182 km 해역                   | 6.3 | 13.0      | V    | 3월 4일 일어난 규모 M7.3 지진의 여진이다. | -        | -        |
| 6일  | 뉴질랜드 케르메덱 제도 해역                                      | 6.1 | 10.3      | IV   | 3월 4일 일어났던 규모 M8.1 지진의 여진이다. | -        | -        |
| 6일  | 뉴질랜드 케르메덱 제도 해역                                      | 6.2 | 10.0      | VI   | 3월 4일 일어났던 규모 M8.1 지진의 여진이다. | -        | -        |
| 6일  | 뉴질랜드 케르메덱 제도 해역                                      | 6.1 | 10.0      | VI   | 3월 4일 일어났던 규모 M8.1 지진의 여진이다. | -        | -        |
| 6일  | 페루 아레키파주 이라이 동남쪽 14 km 지점                         | 4.7 | 10.0      | -    | 어도비 양식 건물 70여채가 붕괴되었으며 우암보구 지역에서는 10여명이 피난을 갔다. 그 외에도 산사태가 일어나고 정전이 발생하는 피해가 일어났다. | -        | -        |
| 11일 | 탄자니아 마라주 타리메 남남서쪽 25 km 지점                       | 4.8 | 10.0      | -    | 진앙 인근국가인 케냐의 키시에서 50여명이 부상을 입었다. | -        | 50명     |
| 14일 | 사우스조지아 사우스샌드위치 제도 사우스샌드위치제도 해역         | 6.0 | 10.0      | III  | - | -        | -        |
| 16일 | 러시아 캄차카 지방 우스티캄차츠크 남남동쪽 176 km 해역           | 6.6 | 22.1      | V    | - | -        | -        |
| 18일 | 알제리 베자이아주 베자이아 북북동쪽 20 km 해역                   | 6.0 | 8.0       | VIII | 알제리 12개 주에서 지진으로 인한 건축물 피해가 발생하였다. 이 지진으로 17명이 부상을 입었다. | -        | 17명     |
| 20일 | 멕시코 게레로주 마르켈리아 북쪽 7 km 지점                        | 5.7 | 28.3      | VI   | 진앙지 인근의 여러 집들이 갈라지는 등의 건축물 피해가 발생하였다. | -        | -        |
| 20일 | 오스트레일리아 매쿼리섬 해역                                     | 6.1 | 10.0      | -    | - | -        | -        |
| 20일 | 일본 미야기현 이시노마키시 동북동쪽 27 km 해역                   | 7.0 | 54.0      | VII  | 2021년 미야기현 해역 지진 문서 참조. 약간의 건축물 피해가 있었으며 수백여 가구가 정전 피해를 입었다. 미야기현 해역에 쓰나미 주의보가 발령되었다고 해제되었다. 일본 기상청 진도 계급 기준 최대진도 5강을 관측하였다. 총 11명이 부상을 입었다. 이 지진은 2011년 일어난 도호쿠 지방 태평양 해역 지진의 여진이다. | -        | 11명     |
| 23일 | 중화인민공화국 신장 위구르 자치구 아크수 지구 동북쪽 100 km 지점 | 5.4 | 10.0      | VII  | 이 지진으로 3명이 사망하였으며 건물 65채가 붕괴되는 피해가 발생했다. | 3명      | -        |

### 4월
|  |

### 11월

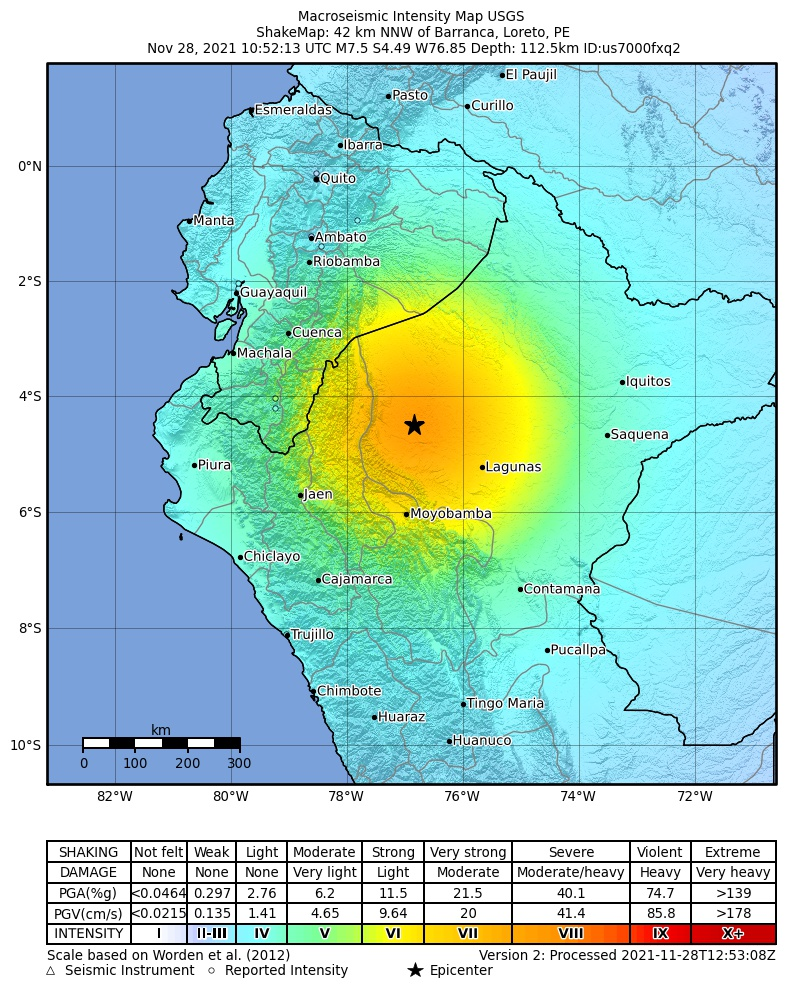
2021년 11월 28일 발생한 페루 지진의 위치

| 날짜 | 진원 위치                     | Mw  | 깊이 (km) | MMI  | 주석 | 사상자   | 사상자   |
| 날짜 | 진원 위치                     | Mw  | 깊이 (km) | MMI  | 주석 | 사망자수 | 부상자수 |
| ---- | ----------------------------- | --- | --------- | ---- | --- | -------- | -------- |
| 14일 | 이란 반다르아바스 북북서 64km | 6.3 | 10        | VII  | 아라비아판과 유라시아판이 충돌하는 자그로스 산맥 일대에서 발생한 지진이다. 지진으로 인해 최소 1명의 사망자와 최소 8명의 부상자가 발생했다. 지진의 진원은 이란 유일의 원자력 발전소인 부셰르 원자력 발전소와 약 500km 거리고, 수도 테헤란과는 1천km 넘게 떨어져 있으며, 남쪽으로 바다 건너 아랍에미리트(UAE) 두바이에서도 진동이 감지되었다. | 1        | 27       |
| 28일 | 페루 바랑카 북북서 42km       | 7.5 | 112.5     | VIII | 나즈카 판이 남아메리카판을 향해 동쪽 아래로 침강하는 섭입대에서 발생한 깊이 112km의 중발 지진이다. 페루 내륙의 아마존 지대에서 발생했고 진원 깊이가 깊어 사상자는 보고되지 않았으나, 일부 건축물과 도로가 피해를 입었다. 진앙지에서 남쪽으로 1천km 이상 떨어진 수도 리마에서도 감지되었다. 29일까지 12명이 부상당하고 117채의 주택이 파괴되었으며, 400년 이상 보존됐던 14ｍ 높이의 교회 탑이 무너졌고, 산사태로 교통이 단절되는 등의 피해가 이어졌다. |          |          |

### 12월
| 날짜 | 진원 위치           | Mw  | 깊이 (km) | MMI | 주석 | 사상자   | 사상자   |
| 날짜 | 진원 위치           | Mw  | 깊이 (km) | MMI | 주석 | 사망자수 | 부상자수 |
| ---- | ------------------- | --- | --------- | --- | --- | -------- | -------- |
| 14일 | 인도네시아 마우메레 | 7.3 | 18.5      | IX  | 인도네시아 마우메레 북쪽 112km 해역에서 발생한 지진으로, 플로레스해 내부의 주향 이동 단층성 운동에 의해 발생하였다. 지진은 남쪽의 오스트레일리아판이 북쪽의 순다판(유라시아판) 아래로 변에 74mm의 속도로 침강하는 섭입대에서 발생했다. 1명의 부상자가 발생했으며 매우 작은 규모의 쓰나미만이 관측되었다. | -        | -        |
| 14일 | 대한민국 제주도     | 4.9 | 17        | V   | 2021년 서귀포 해역 지진 문서 참고 |          |          |

## 같이 보기
- 지진 목록